# Тоні Револорі
Ентоні Джеймс «Тоні» Револорі (англ. Anthony James «Tony» Revolori; 28 квітня 1996) — американський актор ґватемальского походження, відомий за роль Зеро Мустафи у фільмі «Готель “Ґранд Будапешт”». Револорі народився та виріс в Анахаймі, Каліфорнія. Він має старшого брата, Маріо, який також є актором. Їхній батько, Маріо Кіньонес, займався акторським мистецтвом в молодому віці.

## Фільмографія
| Рік       |    | Українська назва                | Оригінальна назва         | Роль                           |
| --------- | -- | ------------------------------- | ------------------------- | ------------------------------ |
| 2004      | кф | Небраска                        | Nebraska                  | молодий хлопець                |
| 2006—2006 | с  | Загін «Антитерор»               | The Unit                  | хлопець                        |
| 2007—2007 | с  | Антураж                         | Entourage                 | син                            |
| 2008      | кф |                                 | Smother                   | Вейлон                         |
| 2008      | тф | Ернесто                         | Ernesto                   | Іларіу (в підлітковому віці)   |
| 2009—2009 | с  | Мене звати Ерл                  | My Name Is Earl           | Ханхау                         |
| 2009      | ф  | Ідеальна гра                    | The Perfect Game          | Фідель Руїс                    |
| 2009      | кф |                                 | Spout                     | близнюк Шон                    |
| 2010—2010 | с  | Синки Тусона                    | Sons of Tucson            | Пако                           |
| 2013—2013 | с  | Безсоромні                      | Shameless                 | Санчез                         |
| 2013      | тф | Фітц і Слейд                    | Fitz and Slade            | хлопець №2                     |
| 2014      | ф  | Готель «Ґранд Будапешт»         | The Grand Budapest Hotel  | молодий Зеро Мустафа           |
| 2014      | кф | Спеціальна доставка             | Special Delivery          | Раміро                         |
| 2015      | ф  | Наркотик                        | Dope                      | Джеймс «Джиб» Келдомс          |
| 2015      | ф  | Умрика                          | Umrika                    | Лалу                           |
| 2016      | ф  | П'ята хвиля                     | The 5th Wave              | Дамбо                          |
| 2016—2016 | с  | Нуклеарна сім'я                 | Nuclear Family            | дилер                          |
| 2016      | ф  | Лоурайдери                      | Lowriders                 | Чуї                            |
| 2016—2016 | с  | Син Зорна                       | Son of Zorn               | Скотт                          |
| 2017      | ф  | Столик № 19                     | Table 19                  | Рензо Екберг                   |
| 2017      | ф  | Людина-павук: Повернення додому | Spider-Man: Homecoming    | Флеш Томпсон                   |
| 2017—2018 | мс | Окей, Кей О. Будемо героями!    | OK K.O.! Let's Be Heroes  | Хамелеон-молодший / Дольф Фінн |
| 2017      | ф  | Будь ласка, приготуйтеся        | Please Stand By           | Немо                           |
| 2017      | кф | 50 способів                     | 50 Ways                   | Кріс                           |
| 2018—2018 | с  | Шоу талантів середньої школи    | Middle School Talent Show | Нев                            |
| 2018      | ф  | Довга дурна дорога              | The Long Dumb Road        | Натан                          |
| 2018      | кф |                                 | The Drive                 | Ерік                           |
| 2019      | ф  | Людина-павук: Далеко від дому   | Spider-Man: Far from Home | Флеш Томпсон                   |
| 2019      | с  | Дім з прислугою                 | Servant                   | Тобі                           |
| 2021      | ф  | Людина-павук: Нема шляху додому | Spider-Man: No Way Home   | Флеш Томпсон                   |
| 2023      | ф  | Місто астероїдів                | Asteroid City             | Джен                           |
| 2023      | ф  | Крик 6                          | Scream 6                  | Джейсон Карві                  |
| 2023      | а  | Хлопчик і чапля                 | 君たちはどう生きるか      | папуга (англ. дубляж)          |
| 2025      | ф  | Покрівельник                    | Roofman                   |                                |